# Sara Thaler
Sara Thaler (27 maggio 2004) è una sciatrice alpina italiana.

## Biografia
Specialista delle prove veloci originaria di Ortisei e attiva dal novembre del 2020, in Coppa Europa Sara Thaler ha esordito il 3 febbraio 2022 a Sarentino in supergigante (43ª) e ha conquistato il primo podio il 21 dicembre 2023 al Passo San Pellegrino in discesa libera (3ª); ha debuttato in Coppa del Mondo il 16 febbraio 2024 a Crans-Montana nella medesima specialità (39ª) e ai Mondiali juniores di Tarvisio 2025 ha vinto la medaglia di bronzo nel supergigante. Non ha preso parte a rassegne olimpiche o iridate.

## Palmarès

### Mondiali juniores
- 1 medaglia:
  - 1 bronzo (supergigante a Tarvisio 2025)

### Coppa del Mondo
- Miglior piazzamento in classifica generale: 119ª nel 2025

### Coppa Europa
- Miglior piazzamento in classifica generale: 14ª nel 2024
- 5 podi:
  - 3 secondi posti
  - 2 terzi posti

### Campionati italiani
- 1 medaglia:
  - 1 bronzo (discesa libera nel 2025)